# Alexander Carlisle
Alexander Carlisle (Ballymena, Condado de Antrim, 8 de julio de 1854 - Londres, 5 de marzo de 1926) fue un ingeniero naval-arquitecto naval  británico, y el autor intelectual en el diseño de los transatlánticos clase Olympic junto a su ayudante y sucesor, Thomas Andrews.

## Biografía
Alexander Carlisle nació en Ballymena, y era el hijo mayor de John Carlisle, director de la Royal Belfast Academical Institution.
Carlisle estudió en la escuela de su padre hasta 1870, cuando se unió a los astilleros Harland and Wolff (teniendo 16 años de edad), empezando a trabajar como aprendiz. En ese período conoció a William Pirrie, que posteriormente se casaría con su hermana Margaret en abril de 1879.
Durante su larga trayectoria en el astillero, Alexander Carlisle llegó a ocupar sucesivamente los cargos de dibujante- delineante jefe, diseñador jefe, gerente, gerente general, etc.
Se casó en San Francisco en 1884 con Edith Wooster, una estadounidense doce años más joven que él. El matrimonio tuvo un hijo y dos hijas, y acabó mudándose a una casa grande en Belfast.
Carlisle fue el autor inteletual del diseño de los tres buques de la clase Olympic: el Olympic, el Titanic y el Britannic. En el diseño del Olympic y el Titanic, se ocupó de las decoraciones, los equipamientos y todos los arreglos generales, y también de implementar el sistema de pescantes para los botes salvavidas. Tras 40 años en Harland and Wolff, Carlisle se retiró en 1910 sucediéndole Thomas Andrews, su ayudante, y se hizo accionista en Welin Davit & Engineering Company Ltd, la empresa que fabricaba los pescantes.
En 1912, testificó ante la investigación británica que se inició tras el naufragio del Titanic.
Carlisle había sido nombrado miembro del Consejo Privado de Irlanda en 1907 por el rey Eduardo VII, formando parte de la Cámara de los Lores con Pirrie. Finalmente, fue expulsado en 1920 durante un intenso debate político sobre el gobierno propio de Irlanda.
Alexander Carlisle también era un gran interesado y entusiasta de la cultura germánica, habiendo realizado varias travesías transatlánticas a bordo de buques alemanes cuyo diseño admiraba, y raramente utilizando embarcaciones británicas o incluso aquellas que él mismo había diseñado (por ejemplo, Carlisle nunca viajó a bordo del Olympic). Sus opiniones pro-germánicas muchas veces le hicieron entrar en conflicto con su cuñado William Pirrie y otros miembros de la sociedad; Carlisle conoció al emperador Guillermo II de Alemania y mantuvo una relación amistosa con él, casó a una de sus hijas con un noble germánico y varias veces afirmó que la ingeniería naval alemana era tan buena como la británica.
Su salud empeoró cada vez más en la década de 1920, sufriendo de problemas pulmonares y cardíacos. Permaneció en la cama a finales de 1925 en su casa de Londres, mejorando un poco en los meses siguientes. Sin embargo, murió el 5 de marzo de 1926, y su funeral tuvo lugar en el crematorio de Golders Green (Gran Londres).